# Prepúcio
Nos mamíferos, o prepúcio é uma dobra de duas camadas da pele e mucosa que cobre a glande do pênis e protege o meato urinário, quando o pênis não está ereto. Também é descrito que o prepúcio que inclui também o capuz do clítoris, pelo qual o prepúcio é embrionariamente homólogo. O prepúcio é bastante elástico, e age como um lubrificante natural.
O prepúcio é tipicamente retrátil sobre a glande. A cobertura da glande em estado flácido e ereto varia dependendo do comprimento do prepúcio. O prepúcio é anexado à glande no momento do nascimento e não é geralmente retrátil na infância. A idade em que o prepúcio pode retrair varia, mas uma pesquisa descobriu que 95% dos prepúcios eram capazes de retrair completamente na idade adulta. A incapacidade de retrair o prepúcio na infância não deve ser considerado um problema a menos que existam outros sintomas.
A Organização Mundial da Saúde (OMS) afirma que as funções do prepúcio incluem "manter a glande úmida, protegendo o pênis em desenvolvimento no útero, ou aumentar o prazer sexual, devido à presença de receptores nervosos."
O prepúcio pode ficar sujo em uma série de condições patológicas. A maioria das condições são raras e facilmente tratadas. Em alguns casos, particularmente com doenças crônicas, o tratamento pode incluir a circuncisão, um procedimento em que o prepúcio é parcialmente ou completamente removido.

## Descrição
O exterior do prepúcio é uma continuação da pele na haste do pênis, mas o prepúcio interno é uma membrana mucosa como o interior da pálpebra ou da boca. A zona mucocutânea ocorre onde o prepúcio externo e interno se encontram. A faixa sulcada de tecido altamente inervado está localizada dentro da ponta do prepúcio. Como a pálpebra, o prepúcio fica livre para se mover depois de se separar da glande, o que geralmente ocorre antes ou durante a puberdade. O prepúcio é preso à glande por um frênulo, um tecido altamente vascularizado do pênis. A Organização Mundial da Saúde afirma que "o frênulo forma a interface entre as camadas externa e interna do prepúcio e, quando o pênis não está ereto, ele aperta para estreitar a abertura do prepúcio.
O prepúcio humano contém uma bainha de tecido muscular logo abaixo da pele, anteriormente conhecida como músculo peripênico e agora chamada de dartos, a maioria dos quais está contida no prepúcio. Fibras elásticas estão contidas nos dartos, que formam um espiral na ponta do prepúcio. A espiral de fibras atua como um esfíncter em bebês, que se abre para permitir a passagem da urina, mas se fecha para proteger a glande do pênis de corpos estranhos e contaminantes. Os dartos são sensíveis à temperatura e se expandem e se contraem com mudanças de temperatura. Os dartos são apenas vagamente conectados com o tecido subjacente, proporcionando a mobilidade da pele e a elasticidade da pele do pênis.
De acordo com os achados histológicos da Associação Britânica de Cirurgiões Urológicos com base em uma pesquisa realizada na autópsia de 22 prepúcios, "o prepúcio fornece uma plataforma grande e importante para vários nervos e terminações nervosas", e apresenta tecidos sensoriais excepcionalmente especializados, como a mucosa prepucial e a faixa sulcada. O Colégio de Médicos e Cirurgiões da Colúmbia Britânica escreveu que o prepúcio é "composto de uma pele externa e uma mucosa interna que é rica em terminações nervosas sensoriais especializadas e tecido erógeno."
As células de Langerhans são células dendríticas imaturas que são encontradas em todas as áreas do epitélio peniano, mas são mais superficiais na superfície interna do prepúcio.

## Desenvolvimento
O prepúcio está presente em primatas não humanos, incluindo o chimpanzé.
Oito semanas após a fertilização, o prepúcio começa a crescer sobre a cabeça do pênis, cobrindo-o completamente em 16 semanas. Nesse estágio, o prepúcio e a glande compartilham um epitélio (camada mucosa) que une os dois. Permanece assim até o prepúcio se separar da glande.

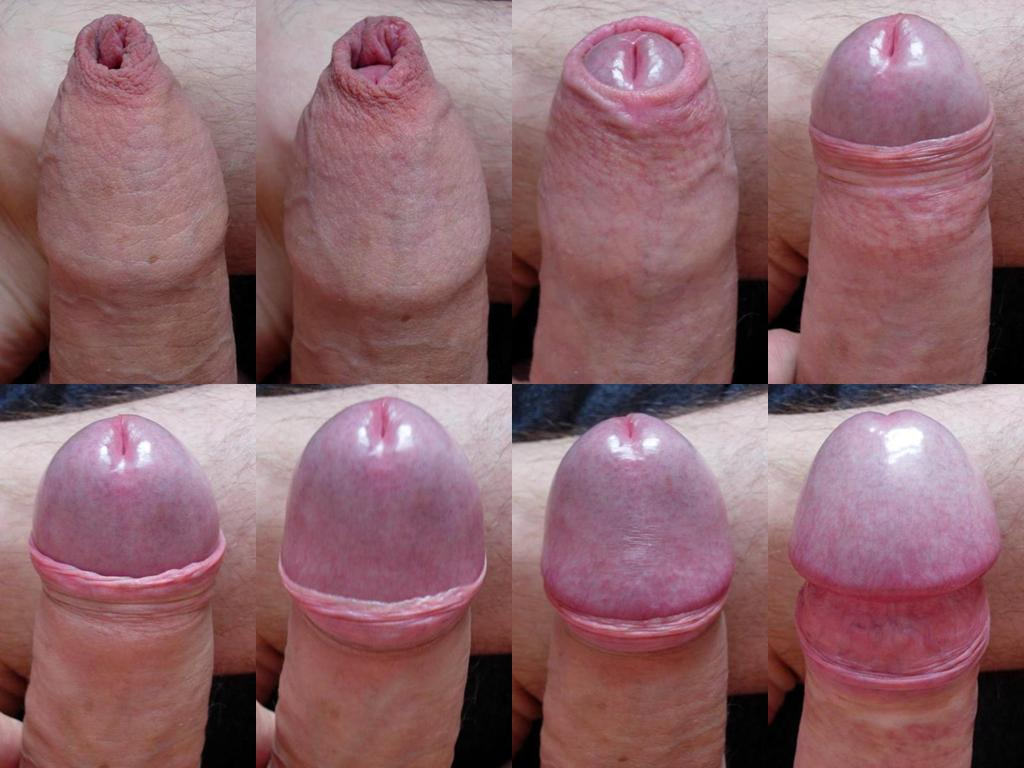
Uma vez que o prepúcio se separa naturalmente da glande, as duas camadas de pele externa e mucosa interna do prepúcio podem ser retraídas para revelar a glande, o prepúcio interno e o anel fimótico.

Em crianças, o prepúcio geralmente cobre a glande completamente, mas em adultos isso não acontece. Durante a ereção, o grau de retração automática do prepúcio varia consideravelmente; em alguns adultos, o prepúcio permanece cobrindo toda ou parte da glande até ser retraído manualmente ou por atividade sexual. Esta variação foi considerada por Chengzu (2011) como uma condição anormal denominada "prepúcio redundante". Recomenda-se a recolha e lavagem frequentes sob o prepúcio para todos os adultos, mas particularmente para aqueles com prepúcio longo ou "redundante". Quando o prepúcio é mais longo que o pênis ereto, ele não se retrairá espontaneamente após a ereção.
É demonstrado que a retração manual do prepúcio durante a infância ou mesmo na idade adulta serve como um estimulante para o desenvolvimento normal e a retração automática do prepúcio, o que sugere que muitas condições que afetam o prepúcio podem ser prevenidas ou curadas comportamentalmente. Alguns homens, de acordo com Xianze (2012), podem ter dificuldades em ter sua glande exposta por causa do desconforto quando ela entra em contato com a roupa, embora o desconforto na glande diminua dentro de uma semana de exposição contínua. Guochang (2010) afirma que, para aqueles cujos prepúcios são muito apertados para se retraírem ou apresentarem algumas aderências, a retração forçada deve ser evitada, pois pode causar lesões.

## Funções

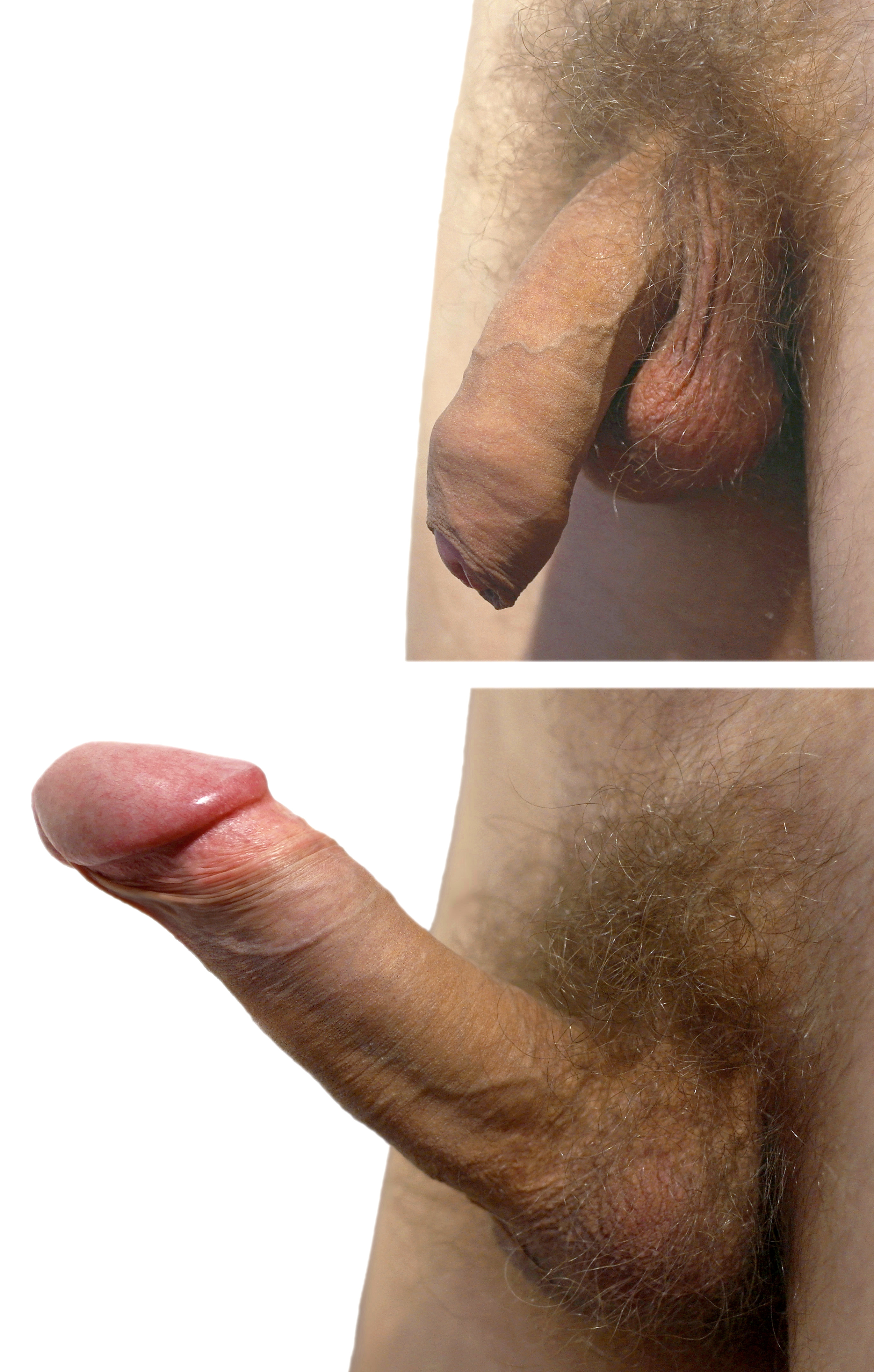
O prepúcio geralmente cobre a glande quando o pênis não está ereto (imagem superior), mas geralmente se retrai após a ereção (imagem do fundo). A cobertura da glande em um estado flácido e ereto varia dependendo do comprimento do prepúcio

A Organização Mundial da Saúde (2007) afirma que há "debate sobre o papel do prepúcio, com possíveis funções, incluindo manter a glande úmida, proteger o pênis em desenvolvimento no útero, ou aumentar o prazer sexual devido à presença de receptores nervosos". O prepúcio ajuda a fornecer pele suficiente durante uma ereção.
O prepúcio protege a glande. O prepúcio protege a glande das crianças do contato com amônia e fezes em fraldas, o que reduz a incidência de estenose meatal e continua a proteger a glande de escoriações e traumas ao longo da vida. A dobra do prepúcio mantém a umidade subpreputânea, que se mistura com a pele esfoliada para formar o esmegma.[carece de fontes?]
O relatório técnico de 2012 da American Academy of Pediatricians sobre circuncisão descobriu que o prepúcio tende a abrigar microrganismos que podem levar a infecções do trato urinário em bebês e tendem a contribuir para a transmissão de infecções sexualmente transmissíveis em adultos.

### Sensibilidade
O prepúcio é um tecido especializado que é repleto de nervos e receptores de estiramento. O prepúcio contém os corpúsculos de Meissner, que são terminações nervosas envolvidas na sensibilidade do "toque fino". Eles estão mais concentrados no "anel fimótico", onde as camadas interna e externa do prepúcio se encontram, e menos concentradas na camada interna lisa do prepúcio. Em comparação com outras áreas da pele sem pelos no corpo, o índice de Meissner foi maior na ponta do dedo (0,96) e menor no prepúcio (0,28). O prepúcio é o tecido pelado menos sensível do corpo. Um estudo também descobriu que "o número dessas terminações nervosas diminui significativamente após a adolescência até a idade adulta jovem quando a atividade sexual começa. Isso torna muito difícil propor qualquer função sexual para os corpúsculos de Meissner. Uma hipótese mais viável é considerá-los como um fenômeno juvenil, talvez servindo para proteger o pênis até que o início da puberdade revele sua função sexual." Charles Darwin especulou que a sensibilidade do prepúcio ao toque fino poderia ter servido como um "sistema de alerta precoce" em nossos ancestrais nus, enquanto protegia a glande da invasão de insetos e parasitas mordedores.
Moses e Bailey (1998), disseram que "não foi demonstrado que [o prepúcio] está associado ao aumento do prazer sexual masculino". Um estudo de 2015 sobre a sensação sexual concluiu que a glande, não o prepúcio, está envolvida na sensação sexual, particularmente nas áreas da coroa e frenular (a área sob o frênulo). Morris e Krieger afirmaram: "Assim, a especulação e as opiniões desatualizadas que reivindicam propriedades especiais do prepúcio, como na função peniana e na masturbação, devem ser vistas com ceticismo." Ao contrário da crença e opinião popular, dois estudos realizados em 2013 que examinaram a sensibilidade sexual peniana antes e depois da circuncisão, ambos encontraram maior sensibilidade peniana após a circuncisão. Foi deduzido que mesmo um prepúcio retraído tenderia a reduzir o estímulo para as áreas da coroa e frenular, particularmente no curso externo da relação sexual. No entanto, ambos os estudos concluíram que não houve diferenças significativas na função sexual entre homens circuncidados e não circuncidados. O estudo de 2015 determinou que "qualquer efeito sexual da circuncisão deve depender apenas da exposição da glande e não da ausência do prepúcio". O estudo concluiu que a circuncisão masculina não tem efeito adverso sobre os parâmetros relevantes para a função sexual, sensação, sensibilidade, satisfação ou prazer.
A Organização Mundial da Saúde (2007) afirma que "Embora tenha sido argumentado que a função sexual pode diminuir após a circuncisão devido à remoção das terminações nervosas no prepúcio e posterior espessamento dos epitélios da glande, há pouca evidência para isso e estudos são inconsistentes." Existe controvérsia sobre se o epitélio da glande de um pênis não circuncidado é queratinizado; alguns autores afirmam que não é,  enquanto um estudo examinou a glande de sete homens circuncidados e seis não circuncidados e descobriu que os epitélios eram igualmente queratinizados.
A Associação Médica Real Holandesa (2010) afirma que muitos sexólogos vêem o prepúcio como "uma estrutura complexa e erógena que desempenha um papel importante" na função mecânica do pênis durante atos sexuais, como a penetração sexual e a masturbação."

### Evolução
Em primatas, o prepúcio está presente na genitália de ambos os sexos e provavelmente esteve presente por milhões de anos de evolução. A evolução de morfologias penianas complexas como o prepúcio pode ter sido influenciada pelas fêmeas.
Nos tempos modernos, há controvérsias sobre se o prepúcio é uma estrutura vital ou vestigial. Em 1949, o médico britânico Douglas Gairdner observou que o prepúcio desempenha um importante papel protetor nos recém-nascidos. Ele escreveu: "Afirma-se frequentemente que o prepúcio é uma estrutura vestigial desprovida de função ... No entanto, parece não ser por acaso que, durante os anos em que a criança está incontinente, a glande está completamente vestida pelo prepúcio, pois desta proteção, a glande se torna suscetível a lesões pelo contato com roupas encharcadas ou guardanapos." Durante o ato físico do sexo, o prepúcio reduz o atrito, o que pode reduzir a necessidade de fontes adicionais de lubrificação. "Alguns pesquisadores médicos, entretanto, afirmam que os homens circuncidados aproveitam normalmente de sexo e que, em vista de pesquisas recentes sobre a transmissão do HIV, o prepúcio causa mais problemas do que vale a pena." A área do prepúcio externo mede entre 7 e 100 cm2, e o prepúcio interno mede entre 18 e 68 cm2, qual é uma escala larga. Quanto às estruturas vestigiais, Charles Darwin escreveu: "Um órgão, quando inutilizado, pode ser bem variável, pois suas variações não podem ser verificadas pela seleção natural." Na publicação de março de 2017 do Global Health Journal: Science and Practice, Morris e Krieger escreveram: "A variabilidade no tamanho do prepúcio é consistente com o prepúcio sendo uma estrutura vestigial."

## Condições
O prepúcio pode estar envolvido em balanites, fimose, infecções sexualmente transmissíveis e câncer de pênis.
Frênulo curto é um frênulo que é insuficientemente longo para permitir que o prepúcio se retraia completamente, o que pode levar ao desconforto durante a relação sexual.
A fimose é uma condição em que o prepúcio de um adulto não pode ser retraído adequadamente. A fimose pode ser tratada usando pomadas esteroides tópicas e usando lubrificantes durante o sexo; para casos graves, a circuncisão pode ser necessária. A postite é uma inflamação do prepúcio.
Uma condição chamada parafimose pode ocorrer se um prepúcio apertado ficar preso atrás da glande e inchar como um anel restritivo. Isso pode cortar o suprimento de sangue, resultando em isquemia da glande.
O líquen escleroso é uma doença inflamatória crônica da pele que ocorre mais comumente em mulheres adultas, embora também possa ser observada em homens e crianças. Propionato de clobetasol e furoato de mometasona mostraram eficácia no tratamento do líquen escleroso genital.
Alguns defeitos congênitos do prepúcio podem ocorrer; todos eles são raros. Na apostia não há prepúcio no nascimento,:37–39 na micropatia o prepúcio não cobre a glande,:41–45 e na macropostia, também chamada de mega-prepúcio congênito, o prepúcio se estende bem além do final da glande.:47–50
Verificou-se que os prepúcios maiores colocam os homens não circuncidados num risco acrescido de infecção por HIV provavelmente devido à maior área superficial do prepúcio interno e à alta concentração de células de Langerhans.

## Modificações

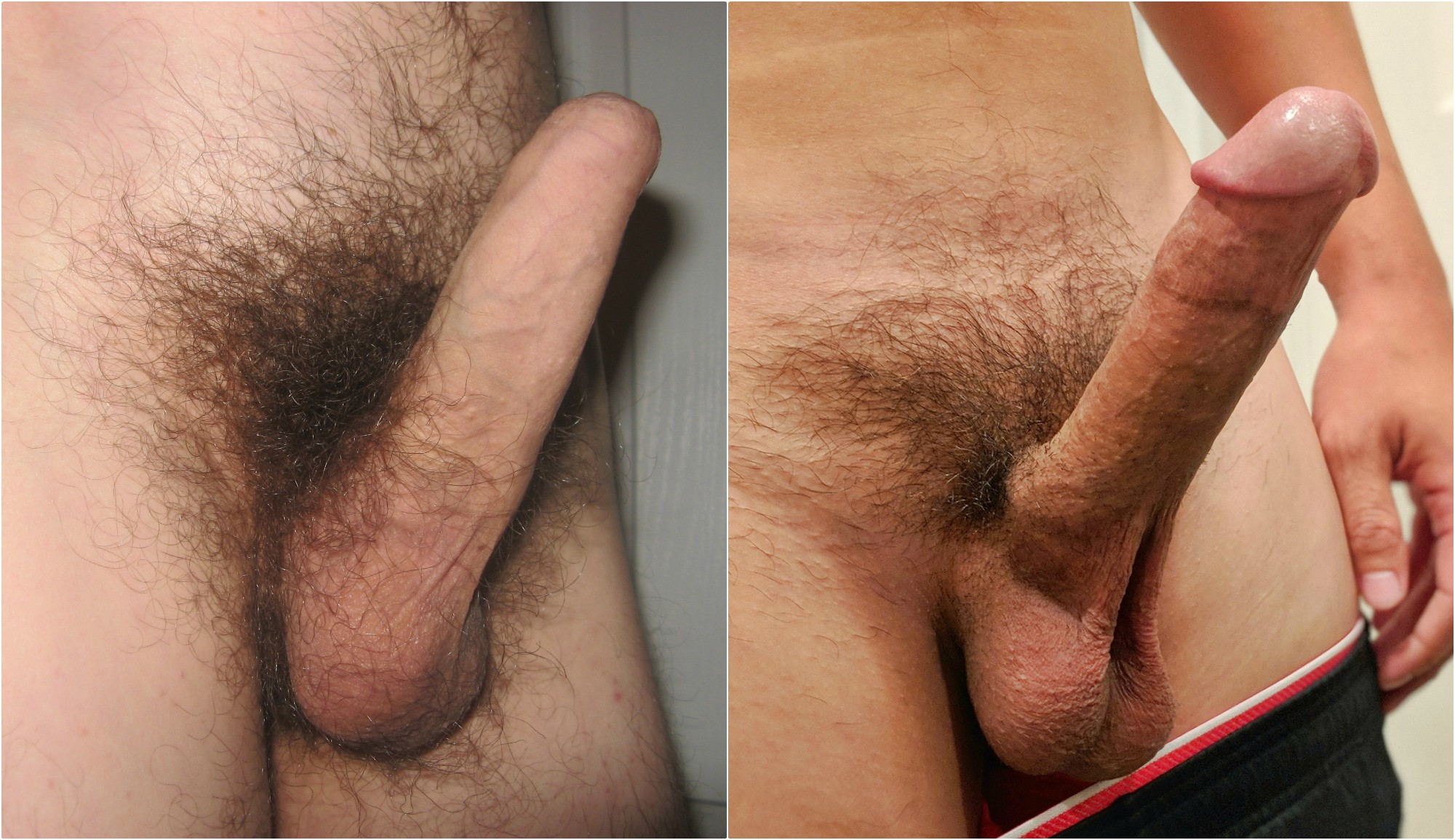
Comparação de dois pênis eretos humanos, um não circuncidado (à esquerda) e um circuncidado (à direita)

Prepucioplastia é a técnica de reconstrução de prepúcio mais comum, mais frequentemente quando um menino nasce com um prepúcio que é muito pequeno;:177 um procedimento similar é realizado para aliviar o prepúcio apertado sem recorrer à circuncisão.:181
A circuncisão é a remoção do prepúcio, parcial ou completamente. Para recém-nascidos, pode ser feito por exigências religiosas ou preferências pessoais em relação à higiene e estética.:257 A circuncisão também pode ser realizada em crianças ou adultos para tratar fimose, balanite ou para prevenir a transmissão de infecções sexualmente transmissíveis.:166  Até pelo menos 2012, nenhuma técnica bem sucedida para reconstruir o prepúcio circuncidado foi publicada.:181 Alguns homens usaram pesos para esticar a pele do pênis para regenerar o prepúcio; o tecido resultante cobre a glande, mas não reproduz as características de um prepúcio.
Outras práticas culturais ou estéticas incluem piercings genitais envolvendo o prepúcio e corte do prepúcio.

## Produtos à base de prepúcio
Os prepúcios obtidos de procedimentos de circuncisão são frequentemente utilizados por pesquisadores bioquímicos e micro-anatômicos para estudar a estrutura e as proteínas da pele humana. Em particular, prepúcios obtidos a partir de recém-nascidos foram encontrados para ser útil na fabricação de mais pele humana.
Prepúcios de bebês também são usados para enxerto de pele, e para drogas à base de β-interferon.
Fibroblastos de prepúcio têm sido utilizados em pesquisa biomédica.

## Célula de Langerhans
As célula de Langerhans são células dendríticas imaturas, que são encontrados em todas as áreas do epitélio peniana, mas são mais superficiais na superfície interior do prepúcio. Um estudo realizado por Szabo e Short (2000) objetivam células de Langerhans como receptores do HIV, e afirmam que essas células "devem ser consideradas como os locais mais prováveis para a entrada do vírus na infecção pelo HIV primária nos homens." As células de Langerhans são também conhecidos por expressar o c-langerina tipo lectina, que podem desempenhar um papel na transmissão do HIV para os nódulos linfáticos regionais.